# Embrace Ukraine. Strengthen the Union
Embrace Ukraine. Strengthen the Union (укр. Прийми Україну. Зміцни Союз) — комунікаційна кампанія, започаткована урядом України, 29 травня 2022 року із метою підтримки на шляху України до європейського майбутнього, зокрема отримання статусу кандидата на членство в Європейському Союзі 23-24 червня 2022 року.

## Передумови
28 лютого Україна після початку масштабного російського вторгнення під час російсько-української війни офіційно подала заявку на членство в Європейському Союзі та виконала всі необхідні процедури. 23-24 червня 2022 року відбудеться засідання лідерів ЄС, де розглядатиметься рішення щодо надання Україні статусу кандидата.
28 травня 2022 року, у містах Європейського Союзу розпочалися мирні вуличні акції на підтримку надання Україні статусу кандидата в члени ЄС у червні. Зокрема, акції відбудуться у Мілані, Відні, Брюсселі, Берліні, Парижі, Празі, Варшаві, повідомила заступниця Голови Верховної Ради України Олена Кондратюк. Також за словами посла України у Чехії Євгена Перебийніса відбуватиметься збір підписів, які будуть передані до Європейської ради перед засіданням 23 червня в Брюсселі:
|                                               | Більшість громадян ЄС – 71% – вважають, що Україна є частиною європейської родини. Проте, важливо, щоб також політики почули голос своїх громадян і ухвалили необхідне рішення про юридичне закріплення статусу України. Це стане значним кроком до нашої перемоги за вільне, європейське майбутнє України. Україна - це Європа! Європа - це Україна! |
| — Євген Перебийніс, 7-й посол України в Чехії | |

### Символи
Айдентику кампанії розробила креативна агенція Green Penguin Media. Скорочення EU та UA мають одну спільну літеру: U. Саме вона у лого кампанії відповідає й уособлює Україну. Green Penguin Media передала Міністерству культури та інформаційної політики України виключні майнові авторські права у вигляді оприлюднення та опублікування авторських матеріалів, в тому числі слоган та візуальне рішення кампанії.

## Початок кампанії
29 травня 2022 року віцепрем'єр-міністр з питань європейської та євроатлантичної інтеграції Ольга Стефанішина закликала підписати петицію з закликом офіційно визнати Україну країною-кандидатом на вступ до Європейського Союзу, нагадавши, що відповідне рішення можуть ухвалити за результатами саміту лідерів Євросоюзу вже у червні, а петиція на американській онлайн-платформі Change.org може стати ще одним «інструментом впливу та переконання»:
|                                                                                                   | Сьогодні вся Україна підтримує членство в Європейському Союзі. На четвертий день війни Президент України подав заявку на членство в Європейському Союзі і ми очікуємо отримати статус кандидата. Україна безумовно готова до цього кроку, відданість українців принципам демократії та свободи не викликає сумнівів; з 2014 року ми здійснили ряд реформ, імплементували значну частину законодавства ЄС. Зараз ведемо тісний діалог зі столицями ЄС з цього питання і ця комунікаційна кампанія має підтримати і посилити наш діалог. Сильна Європа, Європа майбутнього можлива тільки з Україною |
| — Ольга Стефанішина, віце-прем’єр-міністрерка з питань європейської та євроатлантичної інтеграції | |